# Мацумаэ (княжество)
Княжество Мацумаэ (яп. 松前藩 Мацумаэ-хан) — первое этнически японское государственное образование на острове Эдзо (с 1869 года — Хоккайдо). Самое большое по территории феодальное княжество (хан) в Японии периода Эдо (1604—1869), хотя при этом и самое слабозаселённое.

## История
Остров Хоккайдо (Эдзо) был населён племенами айнов. Примерно с конца XII века на этом острове искали спасения от Минамото Ёритомо остатки разбитых войск Фудзивары Ясухиры. Согласно летописям, японские самураи, попав на Эдзо, стали перенимать обычаи местных аборигенов — айнов. Главная привлекательность Хоккайдо в то время состояла в его отдаленности и труднодоступности. Это позволяло японцам укрываться там от преследований центральных властей.
В период Камакура (1183—1333) только небольшая прибрежная часть полуострова Осима (южная оконечность Хоккайдо) находилась под властью самурайского рода Андо. С середины XIV века всё большее число японцев стало обживать южную часть острова. В середине XV века самурайские семьи, вассалы клана Андо, стали создавать там укрепленные поселения. Первый опорный пункт японцев на Хоккайдо появился в айнской местности Матмай. Впоследствии её название было изменено на японский лад — Мацумаэ.
Продвижение японцев встречало сопротивление со стороны коренного населения — айнов, которые систематически поднимали восстания. В 1457 году произошло самое крупное восстание под предводительством Косямаина. В подавлении восстания отличился род Какидзаки, который затем довольно быстро подчинил себе остальные самурайские семьи, закрепившиеся в Эдзо. Японские поселения в то время сосредоточивались на самой южной оконечности Хоккайдо. В 1514 году род Какидзаки перебрался на территорию нынешнего города Мацумаэ и получил статус представителя могущественного рода Андо, тем самым добившись подтверждения свыше для своей власти над самурайскими семьями Эдзо.
Родоначальником рода Мацумаэ был самурай Такэда Нобухиро (1431—1494), который переселился из провинции Вакаса на Хоккайдо, где женился на представительнице рода Какидзаки и после смерти тестя возглавил род Какидзаки. Резиденцией рода Какидзаки (Мацумаэ) стал замок Кацуяма.
Какидзаки (Мацумаэ) Ёсихиро (1548—1616), 5-й глава рода Какидзаки (1583—1616), смог добиться расположения Тоётоми Хидэёси и Токугавы Иэясу. В 1599 году, в соответствии с закрепленной за ними землёй, Какидзаки Ёсихиро принял в качестве фамилии название главного поселения в своих владениях — Мацумаэ. В 1604 году сёгун Токугава Иэясу утвердил за родом Мацумаэ исключительное право торговли с айнами. В 1606 году даймё Мацумаэ Ёсихиро построил крепость Фукуяма, которая стала его резиденцией.
Предпосылкой к формированию княжества стало переселение японских колонистов с густонаселённого острова Хонсю. Несмотря на более суровый климат Хоккайдо, в поисках свободных земель японские колонисты пересекали неширокий (18 км) Сангарский пролив и оседали на южном побережье слабонаселённого Хоккайдо с середины XVI века. Основное население Хоккайдо в этот период составляли неродственные японцам айны, поэтому остров в целом долго рассматривался как неяпонская территория. Тем не менее, в 1604 году японская община на Хоккайдо получила административное оформление в качестве княжество Мацумаэ-хан (в России известное как Матмай). Из-за удалённости оно считалось формально независимым от центрального правительства Японии. Долгое время население княжества было относительно небольшим, хотя оно росло значительно быстрее, чем в дальневосточных владениях Российской империи. Так, по описи 1788 года в Мацумаэ проживало порядка 26,5 тыс. человек. Для сравнения, русское население Итурупа в этот период составляло 3 человека, Урупа — около 40.
До конца XVIII века власть даймё Мацумаэ фактически ограничивалась лишь южной четвертью острова Хоккайдо. Остальная, неяпонизированная его часть в этот период называлась Эдзо. Сами японцы в этот период если и выезжали на север острова для торговли с айнами в летнее время, то зимой возвращались на юг. Это позволило русским казакам в 1778—1779 годах обложить данью айнское население северо-восточной части Хоккайдо (бухта Аккэси), на тот момент неподвластной японцам. В ответ японцы усилили освоение острова, что вызвало восстание коренного населения против японцев в 1789 году. После русской экспедиции 1792 года японцы запретили айнам Эдзо торговать с русскими.
Хотя Мацумаэ называлось княжеством, его экономический базис коренным образом отличался от большинства княжеств в Японии. Если основу существования княжеств на островах Хонсю, Кюсю и Сикоку составляли оброк и повинности с земледельцев, то доходы Мацумаэ почти целиком основывались на монопольной торговле с айнами. Это право утверждалось сёгунами Токугава. Княжество Мацумаэ не имело кокудака (рейтинга, выраженного в объёме выращиваемого риса).
В 1799 году даймё Мацумаэ вынужден был передать под контроль сёгунского правительства (бакуфу) часть своих владений восточнее Уракавы. В этом же году Мацумаэ передал в прямое управление бакуфу земли между Сириутикавой и Уракавой. Взамен бакуфу выделило роду Мацумаэ земли в провинции Мусаси (доход 5 тыс. коку) вблизи города Эдо. В 1802 году сёгунское правительство конфисковало у князей Мацумаэ домен в провинции Мусаси, а семейству была назначена ежегодная пенсия в размере 3,5 тыс. рё. В 1807 году семейство Мацумаэ было переселено в уезд Датэ в провинции Муцу, также ему принадлежали земли в провинциях Кодзукэ и Хитати.
В 1821 году сёгунское правительство разрешило роду Мацумаэ вернуться на остров Эдзо, вернув ему конфискованные ранее владения. В 1831 году даймё Мацумаэ получил от бакуфу рейтинг в размере 10 тысяч коку. По поручению правительства 12-й даймё Мацумаэ Такахиро (1849—1865) построил замок в княжестве и получил право на его обладание.
В 1855 году из-за открытия японских портов для иностранной торговли сёгунское правительство взяло под свой прямой контроль территорию Эдзо севернее Отобэ (на западе) и к востоку от Киконая (на востоке), оставив княжеству лишь небольшую часть острова. Взамен даймё Мацумаэ Такахиро получил поместья в провинциях Муцу и Дэва. Кроме того, ему выплачивалась ежегодная компенсация в размере 18 тыс. рё.
Последним (14-м) даймё Мацумаэ стал Мацумаэ Нагахиро (1865—1905), правивший в 1868—1869 годах. B 1869 году остров Хоккайдо был полностью включён в состав Японии.
| №  | Имя                         | Имя       | Годы правления | Годы жизни  | Примечания                                                      |
| -- | --------------------------- | --------- | -------------- | ----------- | --------------------------------------------------------------- |
| 1  | Мацумаэ (Какидзаки) Ёсихиро | 松前 慶広 | 1604 — 1616    | 1548 — 1616 | Третий сын Какидзаки Суэхиро                                    |
| 2  | Мацумаэ Кинхиро             | 松前公広  | 1616 — 1641    | 1598 — 1641 | Внук и преемник Мацумаэ Ёсихиро                                 |
| 3  | Мацумаэ Удзихиро            | 松前氏広  | 1641 — 1648    | 1622 — 1648 | Второй сын Мацумаэ Кинхиро                                      |
| 4  | Мацумаэ Такахиро            | 松前高広  | 1648 — 1665    | 1643 — 1665 | Единственный сын и преемник Мацумаэ Удзихиро                    |
| 5  | Мацумаэ Норихиро            | 松前矩広  | 1665 — 1721    | 1660 — 1721 | Старший сын Мацумаэ Такахиро                                    |
| 6  | Мацумаэ Кунихиро            | 松前邦広  | 1721 — 1743    | 1705 — 1743 | Сын Мацумаэ Мотохиро, усыновленный Мацумаэ Норихиро             |
| 7  | Мацумаэ Сукэхиро            | 松前資広  | 1743 — 1765    | 1726 — 1765 | Старший сын и преемник Мацумаэ Кунихиро                         |
| 8  | Мацумаэ Митихиро            | 松前道広  | 1765 — 1792    | 1754 — 1832 | Старший сын Мацумаэ Сукэхиро                                    |
| 9  | Мацумаэ Акихиро             | 松前章広  | 1792 — 1799    | 1775 — 1833 | Старший сын Мацумаэ Митихиро                                    |
| 10 | Мацумаэ Ёсихиро             | 松前良広  | 1834 — 1839    | 1823 — 1839 | Старший сын Мацумаэ Михиро (1805—1827), второго сына Акихиро    |
| 11 | Мацумаэ Масахиро            | 松前昌広  | 1839 — 1849    | 1825 — 1849 | Второй сын Мацумаэ Михиро и преемник своего брата Ёсихиро       |
| 12 | Мацумаэ Такахиро            | 松前崇広  | 1849 — 1865    | 1829 — 1866 | Шестой сын Мацумаэ Акихиро                                      |
| 13 | Мацумаэ Норихиро            | 松前徳広  | 1865 — 1868    | 1844 — 1869 | Старший сын Мацумаэ Масахиро, приемный сын и племянник Такахиро |
| 14 | Мацумаэ Нагахиро            | 松前修広  | 1868 — 1869    | 1865 — 1905 | Старший сын и преемник Мацумаэ Норихиро                         |